# Haplochromis retrodens
Haplochromis retrodens (Syn.: Hoplotilapia retrodens) ist eine Buntbarschart, die endemisch im ostafrikanischen Viktoriasee vorkommt, möglicherweise durch die Nilbarschkatastrophe aber bereits ausgestorben ist. 

## Merkmale
Die Fischart kann eine Gesamtlänge von 14 bis 17 cm erreichen. Männchen haben eine dunkle grüngraue Grundfärbung, Kehle (Branchiostegalmembranen) und Brust sind schwarz. Die Rückenflosse ist ebenfalls dunkel grüngrau, die Flossenmembranen zeigen rote Punkte und Striche, ihre Spitzen sind rot. Die Afterflosse ist dunkel, ihre Spitze rot. Sie trägt gelbe Eiflecke. Die Bauchflossen sind schwarz, die Schwanzflosse schwarz und rot gesäumt. Weibchen sind auf dem Rücken hell, olivfarben. Diese Färbung wird zum Bauch hin zunehmend gelblicher oder silbriger. Ein dunkler Längsstreifen erstreckt sich vom Kiemendeckel bis auf den Schwanzstiel. Ein weiterer, schwächerer und unterbrochener dunkler Längsstreifen liegt unterhalb der Rückenflosse. Rücken- und Schwanzflosse der Weibchen sind olivfarben, die paarigen Flossen gelb, die Afterflosse farblos, die Lippen sind ebenfalls gelb. Eiflecke auf der Afterflosse können vorhanden sein oder fehlen. Neben der beschriebenen Normalform gibt es unter weiblichen Tieren auch eine schwarzweiße und eine OB-Morphe (orange-schwarz gefleckt).
Von anderen Haplochromis-Arten unterscheidet sich Haplochromis retrodens vor allem durch die Bezahnung. In beiden Kiefern finden sich 5 bis 10 breite Bänder gleichförmiger, meist einspitziger Zähne. Das äußere Zahnband ist nicht durch einen deutlichen Zwischenraum von den inneren getrennt. Der Unterkiefer ist breit und flach, etwas kürzer als der Oberkiefer und annähernd rechteckig geformt.

## Lebensweise
Haplochromis retrodens lebt küstennah über festen, oft bewachsenen Bodengründen und ernährt sich vor allem von Schnecken und Muscheln, außerdem von Eintagsfliegenlarven (Ephemeroptera), Köcherfliegenlarven (Trichoptera), Zuckmückenlarven (Chironomidae), kleinen Krebstieren und Wassermilben (Hydrachnidiae). Wie alle Haplochromis-Arten ist Haplochromis retrodens ein Maulbrüter.

## Gefährdung
Die Bestände von Haplochromis retrodens sind seit den 1980er Jahren dramatisch eingebrochen. Grund ist die Einführung des piscivoren Nilbarsches (Lates niloticus) durch den Menschen. Seit 1991 wurde die Art im See nicht mehr gesehen und ist möglicherweise ausgestorben. Eventuell gibt es aber noch kleine Populationen in geschützten Bereichen des Sees. Die IUCN klassifiziert Haplochromis retrodens deshalb als gefährdet (Vulnerable). Neben der Nachstellung durch den Nilbarsch sind potentielle Restbestände von Haplochromis retrodens durch Hybridisierung mit anderen Haplochromis-Arten gefährdet, da die durch zunehmende Wasserverschmutzung verringerten Sichttiefe des Wassers die Arterkennung und die Wahl des richtigen Geschlechtspartners erschwert. Aquarienbestände von Haplochromis retrodens mit denen man versuchen könnte die Art durch Erhaltungszucht vor dem Aussterben zu bewahren gibt es nicht mehr.